# Ejército de Guarnición de Mongolia
El Ejército de Guarnición de Mongolia (駐蒙軍 Chūmōgun) fue un ejército del Ejército Imperial Japonés durante la Segunda Guerra Mundial.

## Historia
El Ejército de Guarnición de Mongolia se alzó el 27 de diciembre de 1937 como una fuerza de guarnición en la Mongolia Interior dominada por los japoneses y en las áreas adyacentes del norte de China. Desde el 4 de julio de 1938, el Ejército de Guarnición de Mongolia quedó bajo la jurisdicción administrativa del Ejército Japonés del Área del Norte de China. En enero de 1939 se le asignó el Grupo de Caballería, que consistía en la 1.ª Brigada de Caballería y la 4.ª Brigada de Caballería. En diciembre de 1942, la 4.º Brigada de Caballería fue enviada al 12.º Ejército y el resto del Grupo de Caballería se convirtió en la 3.ª División Blindada.
Durante la mayor parte de la segunda guerra sino-japonesa y debido al Pacto de Neutralidad Soviético-Japonés, Mongolia Interior fue en gran parte una región atrasada, y el Ejército de Guarnición de Mongolia, con su Brigada de Caballería anticuada, funcionó principalmente para ayudar y entrenar al Ejército de Mongolia Interior y a los Cuerpos de Caballería Mongoles. Por lo tanto, no estaba preparado para el masivo asalto blindado del Ejército Rojo Soviético al final de la Segunda Guerra Mundial. El Ejército de Guarnición de Mongolia se disolvió oficialmente el 27 de julio de 1946. Muchos de sus supervivientes se convirtieron en prisioneros de guerra japoneses en la Unión Soviética.

## Comandantes

### Oficiales al mando
|   | Nombre                            | Desde                    | Hasta                    |
| - | --------------------------------- | ------------------------ | ------------------------ |
| 1 | General Shigeru Hasunuma          | 28 de diciembre de 1937  | 31 de agosto de 1939     |
| 2 | Mariscal de Campo Hajime Sugiyama | 31 de agosto de 1939     | 12 de septiembre de 1939 |
| 3 | General Naosaburo Okabe           | 12 de septiembre de 1939 | 29 de septiembre de 1940 |
| 4 | General Masataka Yamawaki         | 29 de septiembre de 1940 | 20 de enero de 1941      |
| 5 | General Shigetaro Amakasu         | 20 de enero de 1941      | 2 de marzo de 1942       |
| 6 | Teniente General Ichiro Shichida  | 2 de marzo de 1942       | 28 de mayo de 1943       |
| 7 | Teniente General Yoshio Kozuki    | 28 de mayo de 1943       | 22 de noviembre de 1944  |
| 8 | Teniente General Hiroshi Nemoto   | 22 de noviembre de 1944  | 19 de agosto de 1945     |

### Jefes de Estado Mayor
|   | Nombre                             | Desde                   | Hasta                  |
| - | ---------------------------------- | ----------------------- | ---------------------- |
| 1 | Coronel Tora Ishimoto              | 28 de diciembre de 1937 | 13 de enero de 1939    |
| 2 | General Shinichi Tanaka            | 12 de febrero de 1939   | 1 de agosto de 1940    |
| 3 | Teniente General Shigeru Takahashi | 1 de agosto de 1940     | 21 de octubre de 1941  |
| 4 | Teniente General Toyojiro Inamura  | 21 de octubre de 1941   | 1 de diciembre de 1942 |
| 5 | Teniente General Masao Yano        | 1 de diciembre de 1942  | 26 de octubre de 1944  |
| 6 | Mayor General Ryozu Nakagawa       | 26 de octubre de 1944   | 19 de agosto de 1945   |